# Baai van Guanabara

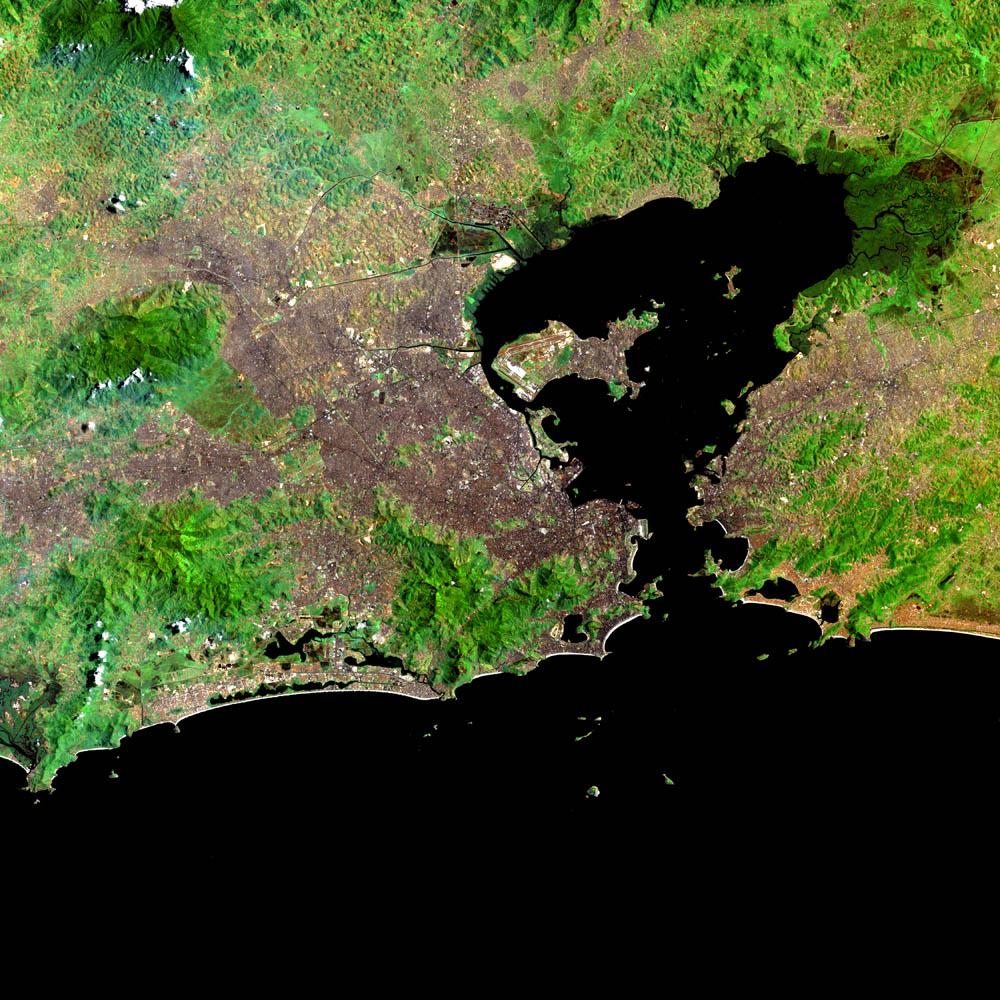
Satellietbeeld van de baai van Guanabara

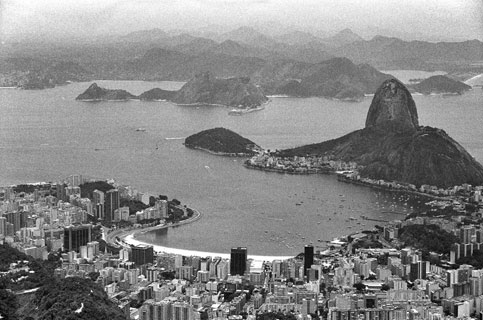
Baai van Guanabara met Rio de Janeiro op de voorgrond

De baai van Guanabara (Portugees: Baía de Guanabara) is een oceaanbaai in de regio Zuidoost Brazilië in de deelstaat Rio de Janeiro.  
Op de westelijke oever ligt de stad Rio de Janeiro, op de oostelijke oever de steden Niterói en São Gonçalo. De baai van Guanabara is na Allerheiligenbaai de grootste baai in Brazilië met een wateroppervlakte van 412 km² en een kustlengte van 143 kilometer. Op zijn langste punt is de baai 31 kilometer lang en op zijn breedste punt is de baai 28 kilometer breed. In de baai bevinden zich 113 eilanden waarvan Governador veruit het grootste is, gevolgd in oppervlakte door Paquetá.
De 1,5 kilometer brede mond heeft op de oostelijke tip de Morro do Pico en op de westelijke tip de Suikerbroodberg. Tussen de steden Rio en Niterói ligt over de baai van Guanabara de Rio-Niteróibrug.

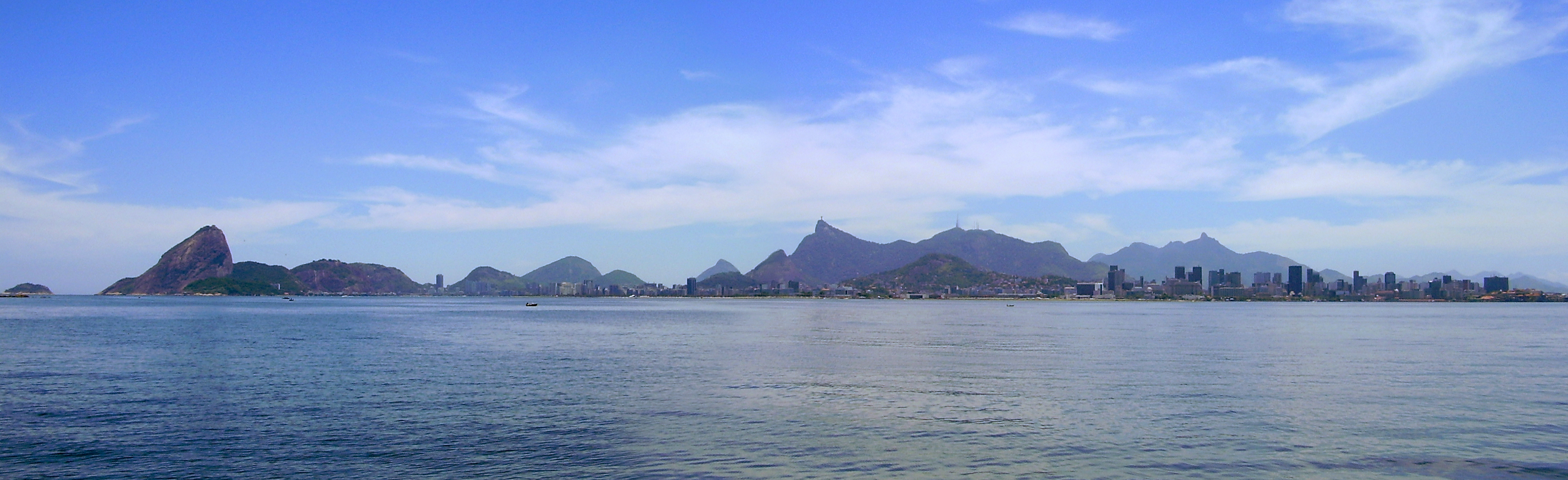
Panoramisch zicht op Rio vanuit de baai van Guanabara